# Contea di Antigonish
La contea di Antigonish è una contea della Nuova Scozia in Canada. Al 2006 contava una popolazione di 18.836 abitanti. Il suo capoluogo è Antigonish.